# Triphora triserialis
Triphora triserialis är en snäckart som först beskrevs av Dall 1881.  Triphora triserialis ingår i släktet Triphora och familjen Triphoridae. Inga underarter finns listade i Catalogue of Life.